# Bad Urach
Bad Urach är en stad i Landkreis Reutlingen i delstaten Baden-Württemberg i Tyskland. Kommunen består av ortsdelarna (tyska Ortsteile) Bad Urach, Hengen, Seeburg, Sirchingen och Wittlingen. Folkmängden uppgår till cirka 12 800 invånare, på en yta av 55,45 kvadratkilometer.
Staden ingår i kommunalförbundet Bad Urach tillsammans med kommunerna Grabenstetten, Hülben och Römerstein.

## Befolkningsutveckling
| Befolkningsutvecklingen i Bad Urach 1975–2015 | Befolkningsutvecklingen i Bad Urach 1975–2015 | Befolkningsutvecklingen i Bad Urach 1975–2015 | Befolkningsutvecklingen i Bad Urach 1975–2015 | Befolkningsutvecklingen i Bad Urach 1975–2015 |
| --------------------------------------------- | --------------------------------------------- | --------------------------------------------- | --------------------------------------------- | --------------------------------------------- |
|                                               |                                               |                                               |                                               |                                               |
| År                                            |                                               |                                               | Folkmängd                                     | Areal (ha)                                    |
| 1975                                          | 1975                                          |                                               | 10 869                                        | 5 547                                         |
| 1980                                          | 1980                                          |                                               | 10 986                                        |                                               |
| 1985                                          | 1985                                          |                                               | 11 164                                        |                                               |
| 1990                                          | 1990                                          |                                               | 12 404                                        |                                               |
| 1995                                          | 1995                                          |                                               | 12 511                                        |                                               |
| 2000                                          | 2000                                          |                                               | 12 710                                        | 5 550                                         |
| 2005                                          | 2005                                          |                                               | 12 732                                        |                                               |
| 2010                                          | 2010                                          |                                               | 12 317                                        | 5 546                                         |
| 2015                                          | 2015                                          |                                               | 12 143                                        | 5 545                                         |
|                                               |                                               |                                               |                                               |                                               |